# 石田二郎
石田 二郎（いしだ じろう）は日本の医学者、慶応義塾大学教授(1944-1964)、専攻は循環器内科。

## 履歴
1925年、慶應義塾大学医学部卒、1933年「二三の器質的神経疾患での基礎新陳代謝並呼吸」にて慶應義塾大学より医学博士号を取得、翌年慶應義塾大学医学部教授に就任。1961より1963年まで慶應義塾大学病院院長を歴任。結核の研究と治療に功績を残す
。勲三等旭日中綬章受賞。

## 著作
- 『最新内科学』（三方一澤, 相澤豊三との共著）南江堂 1962
- 『症候 病型 診断』金原出版 1959.5 日本結核全書 / 藤田真之助〔ほか〕編集, 第3巻
- 『新看護学』平井文雄監修 ; 石田二郎[ほか]分擔執筆、鳳鳴堂 1949.4-1949.5 第12版上巻 , 下巻
- 『低血圧 . 成人肺門リンパ腺結核』加藤義夫との共著(要書房 1949.12)
- 『新看護學』鳳鳴堂書店 1941.12 第9版